# Challenger de Mendoza
El Torneo de Mendoza es un torneo de tenis celebrado en Mendoza, Argentina desde 2016. El evento es parte del ATP Challenger Tour y se juega al aire libre en pistas de tierra batida.

## Resultados

### Individuales
| Año  | Campeón       | Finalista   | Resultado     |
| ---- | ------------- | ----------- | ------------- |
| 2016 | Gerald Melzer | Axel Michon | 4–6, 6–4, 6–0 |

### Dobles
| Año  | Campeones                      | Finalistas                     | Resultado        |
| ---- | ------------------------------ | ------------------------------ | ---------------- |
| 2016 | Máximo González José Hernández | Julio Peralta Horacio Zeballos | 4–6, 6–3, [10–1] |